# Cañón Negro del Colorado
El Cañón Negro del Colorado (en inglés: Black Canyon of the Colorado) es un accidente geográfico en el río Colorado en donde la conocida presa Hoover fue construida. El cañón se encuentra en un sector del río donde se encuentra los límites estatales entre Nevada y Arizona, ambos al oeste de los Estados Unidos. La parte occidental del acantilado se encuentra en las montañas de El Dorado, y el muro oriental se encuentra en las Montañas Negras (Black Mountains) de Arizona. El cañón se formó hace unos 15 millones de años durante el levantamiento de la cordillera y Cuenca del Mioceno. El Cañón Negro recibe su nombre de las rocas volcánicas negras que se encuentran en toda la zona.